# لی هونگیانگ (ژیمناست ریتمیک)
لی هونگیانگ (ژیمناست ریتمیک) (به انگلیسی: Li Hongyang (rhythmic gymnast)) ژیمناست زادهٔ ۱۶ مهٔ ۱۹۹۰ میلادی اهل کشور چین است.